# Bettina Fulco
Bettina Mónica Fulco (Mar del Plata, 23 oktober 1968) is een voormalig tennisspeelster uit Argentinië.
Tussen 1987 en 1994 speelde ze 15 partijen voor het Fed Cup-team van Argentinië.
In 1988 nam Fulco deel aan de Olympische zomerspelen van Seoel, waar ze in de eerste ronde door Barbara Paulus werd uitgeschakeld op het damesenkelspeltoernooi.
In het dubbelspel won Fulco driemaal een WTA-toernooi, in 1988 in Guarujá, in 1990 in São Paulo en in 1991 in Kitzbühel.